# Рудник Варунга
Рудник Варунга (Waroonga) – гірничодобувний майданчик на заході Австралії. Одна з копалень на золоторудному полі Лавлерс/Егню.
Перший етап розробки золоторудного родовища Варунга припав на 1897 – 1911 роки, коли проектом опікувалась компанія Waroonga Gold Mines Ltd. Другий етап відбувся в 1936 – 1948 роках та був пов’язаний з компанією East Murchison United Gold Mines Ltd, через що рудник став відомий як Ему (EMU). Роботи на Ему велись підземним способом на дев’яти рівнях. Накопичений видобуток копальні за ці два періоди склав 1,3 млн тонн руди з середнім вмістом золота 9,8 грама на тонну.
В 1976 році розвідку родовища відновила Western Mining Company (WMC), яка в 1985-му заклала на ньому тестовий кар’єр, а в 1986-му узялась за повномасштабну розробку відкритим способом. На 1989 – 1990 роки також припали перші підземні роботи, проте їх продовження тоді визнали економічно недоцільним (при цьому в червні 1989-го стався інцидент із загибеллю шеісти гірників унаслідок затоплення однієї з виробіток). В 1992-му розробка кар’єру завершилась і він був затоплений.
В 2001-му рудник придбала південноафриканська компанія Gold Fields, що перейменувала проект з Ему на Варунга. Того ж року узялись за розширення кар’єру, який відпрацювали в 2003 році. Одночасно велось спорудження транспортного ухилу, доступ до якого облаштували через портал з кар’єру. Розробка підземним способом стартувала в 2002 році. Станом на кінець 2000-х довжина ухилу досягнула 5 кілометрів при глибині рудника біля 700 метрів. На початку 2020-х глибина копальні зазначалась вже як 1400 метрів.
Видобута руда проходить через належну до копальні фабрику з вилучення золота (на тестовому етапі руду віправляли на збагачувальну фабрику Маунт-Віндарра). Первісно вона мала пропускну здатність 0,5 млн тонн руди на рік, але вже у 1989-му цей показник збільшили до 0,1 млн тонн на місяць, а унаслідок подальших модифікацій річна потужність фабрики досягнула 1,32 млн тонн руди.
Станом на 2013 рік накопичений видобуток рудника Варунга з 1985 року досягнув 10,5 млн тонн руди, що дало змогу отримати 67 тонн золота. Також відомо, що за 2021 фінансовий рік комплекс Варунга забезпечив виробництво 5,2 тонни золота, при цьому його залишкові запаси оцінювались у 2,2 млн тонн руди та 17 тонн золота (крім того, ресурси оцінювали у 5,2 млн тонн руди та 40 тонн золота).
З 2020-го до 70% енергетичних потреб копальні покриває комбінована електростанція загальною потужністю 56 МВт, яка використовує генераторні установки на природному газі та дизельному пальному (21 МВт), енергії вітру (18 МВт), сонця (4 МВт) та батарею, здатну видавати 13 МВт та запасати 4 млн кВт-годин.